# قناری اهلی
قناری نوعی پرنده است که به دو صورت اهلی و وحشی وجود دارد، طول بدن آن بین ۱۳ تا ۲۴ سانتی‌متر بوده ولی اغلب به‌طور متوسط در حدود ۱۷سانتی‌متر می‌باشد. بزرگ‌ترین گونه قناری، قناری فری AGI است که طول بدن آن به ۲۴ سانتی‌متر می‌رسد و کوچکترین آنها قناری قناری رازا اسپانیایی که طول بدن آن حداکثر ۱۱،۵ سانتی متر می باشد. این پرنده از خانواده سهره‌ها بوده و رنگ‌های متنوعی دارد. قناری مانند مرغ عشق و فنچ ، دانه خوار است. پای قناری دارای سه انگشت رو به جلو و یک انگشت رو به عقب می‌باشد؛ بنابراین برخلاف مرغ عشق بالا رونده نبوده و شاخه‌نشین محسوب می‌شود.

## تاریخچه پرورش قناری
خاستگاه اصلی این پرنده «جزایر قناری» می‌باشد و در اواخر قرن پانزدهم میلادی اسپانیایی‌ها قناری را به عنوان یک پرنده زینتی به اروپا آوردند و از آن جا به سایر قاره‌های جهان راه یافت. جزایر قناری مجمع‌الجزایری مرکب از هفت جزیره در اقیانوس اطلس، نزدیک به ساحل مراکش است که در حال حاضر یکی از هفده منطقه خودمختار اسپانیا است. پایتخت آن «لاس پالماس» است. مراکش نیز بر این جزیره‌ها ادعای مالکیت دارد. نام قناری از نام این جزایر گرفته شده، چرا که این پرنده بومی این منطقه (و نیز منطقه مادیرا) است. نام منطقه از نام لاتین آن Insularia Canaria گرفته شده که به معنی «جزیره سگان» است. این نام را رومیان به خاطر سگ‌های وحشی که در آن‌جا پراکنده بودند به این جزایر دادند. جغرافی دانان عرب به این جزایر، «جزایر خالدات» می‌گفتند و معتقد بودند که این جزایر نقطه آغاز نصف‌النهار می‌باشند. قناری در این جزایر به صورت وحشی تا ارتفاع ۱۷۰۰ متری یافت می‌شود. قناری‌های وحشی در آن جا زندگی اجتماعی دارند و گاه تا صد عدد نیز با هم دیده می‌شوند. در قرن پانزدهم میلادی که این جزایر به تصرف اسپانیایی‌ها درآمد. سربازان اسپانیایی شیفته این پرنده وحشی شده و سعی کردند که تعدادی از آن‌ها را صید کرده و در قفس نگهداری کرده و در هنگام مراجعت به اسپانیا آن‌ها را به عنوان سوغات به همسران یا بستگان خویش هدیه کنند. در ابتدای امر این پرنده مختص افراد ثروتمند بود. بدین ترتیب در قرن پانزدهم اسپانیا به بزرگ‌ترین پرورش دهنده و صادرکننده قناری تبدیل شد و سال‌ها اسپانیایی‌ها قناری را از مجمع الجزایر قناری به اروپا صادر می‌کردند. در اسپانیا راهبان به کار تکثیر و پرورش و فروش این پرنده اقدام می‌کردند، اما آنان فقط قناری نر می‌فروختند، چون نمی‌خواستند کسی بتواند از این پرنده جوجه کشی کند و تجارب تکثیر آن را انحصاراً در دست خود داشتند، ولی در سال ۱۵۵۵ میلادی یک کشتی تجاری اسپانیایی که حامل تعداد زیادی از این پرنده‌های خوش الحان بود در نزدیکی سواحل ایتالیا و در مجاورت جزیره آلبا به گل نشست و ملوانان کشتی ناچار شدند پرنده‌های مزبور را آزاد کنند و چون جزایر سواحل ایتالیا از لحاظ آب و هوا با جزایر قناری چندان اختلافی نداشت، پرنده‌های مزبور در همان‌جا مسکن گزیده و به سرعت تکثیر و زاد و ولد کردند و تعداد آن‌ها رو به فزونی یافت و چندی نگذشت که اهالی محل متوجه این پرنده‌های خوش الحان شده و با نصب تله آن‌ها را صید کرده و به جوجه کشی از آن‌ها پرداختند و موفق شدند که آن‌ها را به کشورهای دیگر صادر نمایند و چندی نگذشت که سایر کشورهای اروپایی خصوصاً آلمان نیز به جرگه پرورش دهندگان قناری اضافه شدند و اندک اندک ملت‌های اروپایی با این پرنده خوش الحان آشنا شده و بدان علاقه‌مند شدند. به‌طوری‌که قبل از جنگ جهانی اول و دوم کشور آلمان بزرگ‌ترین تولیدکننده قناری در جهان بوده است ولی پس از جنگ دوم جهانی ایالات متحده آمریکا بزرگ‌ترین تولیدکننده این پرنده محسوب می‌گردد. بعدها رفته رفته پرورش این پرنده در کشورهای فرانسه و انگلیس متداول گردید و طبقه اشراف اروپا نیز به پرورش این پرنده اهتمام ورزیده و توجه خاصی بدان مبذول می‌کردند به صورتی که در تابلوهای نقاشی آن زمان، این پرنده در کنار صاحبان خود دیده می‌شود. در قرن نوزدهم میلادی ناپلئون به مصر حمله کرد و مصر را به تحت سلطه خود درآورد و بدین گونه مصریان نیز با پرورش و نگهداری این پرنده آشنا شده و از اولین ملت‌های مسلمان بودند که به نگهداری از آن پرداختند. مقدار زیادی از این گونه هنوز در طبیعت زندگی می‌کند
از رفتارهای قناری اواز قناری اهلی است که علاقمندان بخاطر استفاده از اواز قناری پرورش می دهد  سند زیباییی صدای قناری ماده را با کلیک بر نوشته صدای قناری ماده برای آموزش و تحریک قناری نر را تماشا فرمایید

## تعیین جنسیت قناری
تعیین جنسیت قناری اهمیت زیادی دارد زیرا که قناری‌های نر از زمان بلوغ شروع به آواز خواندن می‌کنند و به همین دلیل جنس نر این پرنده نسبت به جنس ماده از لحاظ اقتصادی ارزش بیشتری دارد و با قیمت بالاتری به فروش می‌رسد. تعیین جنس قناری از روی مشخصات ظاهری کار دشواری است و نیاز به تجربه و دقت کافی دارد، برخی از پرورش دهندگان با تجربه می‌توانند از روی برخی مشخصات ظاهری و رفتاری و آواز خوانی پرنده جنس آن را تشخیص دهند. البته از  ناحیه پس قناری نیز جنسیت آنها بعد بلوغ قابل تشخیص می‌باشد، قناری نر محل دفع مدفوعش حالت استوانه ای دارد و قناری ماده حالتی کوزه مانند و پهن دارد، برای تشخیص قطعی جنسیت تست PCR بهترین گزینه می باشد.

## نژادهای قناری
قناری‌ها از نظر نوع به سه دسته تقسیم می‌شوند:
- بر پایه رنگ: لیپوکروم مانند نژاد ردفکتور، یلوفکتور، وایت فکتور، موزائیکی... و ملانینی مانند آگات، نگرو، برونو و ایزابل.
- بر پایه نوع آواز: قناری آوازخوان آمریکایی، قناری آواز خوان روسی و قناری آواز خوان ایرانی.
- بر پایه شکل و ترکیب: لانکشایر، یورکشایر، فری AGI، جیبر ایتالیایی، جیبوسو اسپانیایی، نورویچ، کاکلی کرست، کاکلی گلستر.

در زیر مهم‌ترین نژادهای قناری معرفی می‌شوند:
1. قناری رسمی بلند
2. قناری فری AGI
3. قناری فری پاریسی
4. قناری یورکشایر
5. قناری جیبر
6. قناری جیبوسو اسپانیایی
7. قناری جیرالدو
8. قناری هوسو ژاپنی
9. قناری ردفکتور، یلوفکتور، وایت‌فکتور و موزائیکی
10. قناری نگرو، اگات، برونو، ایزابل
11. قناری رازا اسپانیایی
12. قناری فایف فنسی

## رفتارشناسی قناری
قناری‌ها قلمرو دارند برای همین باید هر جفت در یک قفس باشند. گاهی ممکن است قناری ماده با نر دعوا کند، این امر به مفهوم آن است که قناری ماده، برای جفت‌گیری آماده نیست و باید آن‌ها را از هم جدا نمود. برای راحتی، بسیاری از تکثیرکننده‌ها دو قفس را با یک دیوار سیمی از هم جدا می‌کنند و وقتی دو پرنده به یکدیگر عادت کردند و از میان آن دیوار سیمی با یکدیگر شروع به عشق بازی کردند، آن دیوار سیمی برداشته می‌شود.

## تولید مثل قناری
وقتی پرنده ماده آماده تخم‌گذاری شد اقدام به ساخت لانه خواهد کرد. آنان به یک لانه فنجانی شکل بدون سقف در گوشه بالای قفس و مواد لانه‌سازی نیاز دارند. موادی مثل نخ و کاغذ و دستمال کاغذی پاره شده و سایر مواد نرم برای این منظور مناسب هستند.

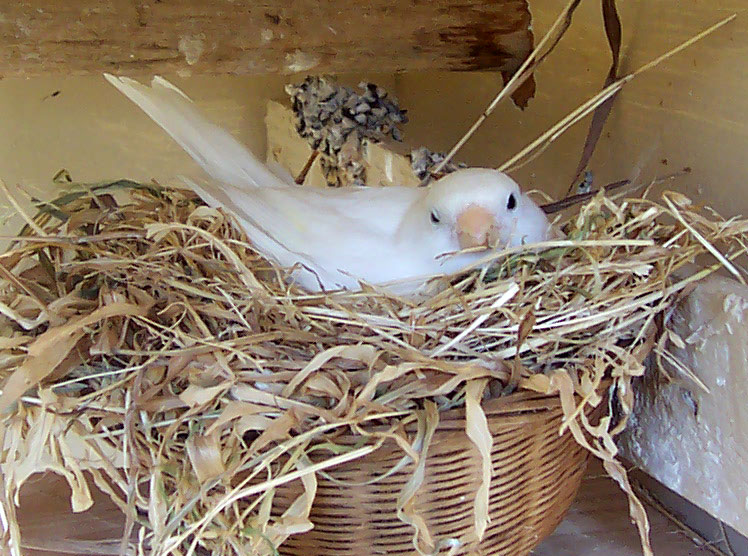
قناری ماده در لانه

طی مدت ۴ یا ۵ روز پرنده اقدام به تخم‌گذاری می‌کند و به مدت دو هفته بر روی تخم‌ها می‌خوابد و در این مدت به ندرت لانه را ترک می‌کند. وقتی جوجه به دنیا آمد باید غذاهای مقوی مانند تخم مرغ برای پدر و مادرش فراهم شود تا آن‌ها جوجه‌هایشان را تغذیه کنند.
جوجه‌ها بعد از ۱۸ روز لانه را ترک می‌کنند. والدین آن‌ها را برای حدوداً یک هفته پس از این نیز تغذیه می‌کنند. وقتی پرنده ماده دوباره تصمیم به تخم‌گذاری بکند ممکن است به مسنترین جوجه‌ها حمله بکند. در این موقع دیوار سیمی میان قفس مفید خواهد بود تا پرنده نر بتواند از میان سیم‌ها جوجه‌ها را تغذیه بکند تا زمانی که ماده دوباره تخم‌گذاری بکند.

## کاربرد در معادن
سابق بر این قناری اهلی در معادل زغال‌سنگ انگلیس به عنوان آژیر خطر استفاده می‌شد. چنانچه گاز دی‌اکسید کربن یا متان در معدن نشت کند، قناری زودتر از معدنکاران خواهد مرد؛ بنابراین معدنکاران چنانچه ناراحتی یا مرگ قناری را مشاهده می‌کردند سریع معدن را ترک می‌کردند. در زبان انگلیسی عبارت «قناری در معدن زغال‌سنگ» اشاره به سیستم وسیله یا انسانی است که به عنوان سیستم اخطار اولیه کار می‌کند.